# Marchew czarna
Marchew czarna (Daucus carota subsp. sativus var. atrorubens Alef) – odmiana podgatunku uprawnego marchwi zwyczajnej pochodząca z Azji i tam uprawiana od czasów starożytnych. Sprowadzona do Europy w XIII i XIV wieku, była uprawiana przez kilka wieków, do czasu aż została wyparta przez odmiany o korzeniu pomarańczowym, wyhodowane w Holandii.

## Zmienność
Niektóre odmiany uprawne to:
- 'Purple Haze F1',
- 'Deep Purple F1'.

## Zastosowanie
Na rynku polskim warzywo nie jest właściwie znane w formie świeżej. Od początku XXI wieku stosuje się natomiast preparaty antocyjanowe, importowane z zagranicy. Służą one jako barwniki do napojów, win, dżemów, jogurtów, słodyczy, sosów, konserw, deserów gotowych, ciastek oraz tabletek. 
Tradycyjny napój turecki şalgam przygotowuje się m.in. ze sfermentowanego soku z czarnej marchwi.
Wartości odżywczeCzarna marchew zawiera dużo acylowanych antocyjanów. Ma też więcej niż marchew pomarańczowa karotenoidów (m.in. beta-karotenu i luteiny) oraz związków fenolowych. Jest ponadto bogatym źródłem błonnika.